# Thomas Häberli
 (avril 2009).
Si vous disposez d'ouvrages ou d'articles de référence ou si vous connaissez des sites web de qualité traitant du thème abordé ici, merci de compléter l'article en donnant les références utiles à sa vérifiabilité et en les liant à la section « Notes et références ».
Thomas Häberli, né le 11 avril 1974 à Lucerne, est un footballeur suisse. Il évoluait au poste d'attaquant.

## Carrière

### Joueur
Il joue au FC Le Mont, au FC Hochdorf, au FC Schötz, au SC Kriens, au FC Bâle et par la suite joue en faveur des BSC Young Boys dont il est le capitaine en 2009. Il joue plus de 200 matchs et marque plus de 60 buts en 1re division suisse avec les Young Boys.
Il possède une sélection en équipe de Suisse, obtenue le 4 septembre 2004 lors d'un match face aux Îles Féroé (match comptant pour les éliminatoires de la Coupe du monde 2006).
Lors de la saison 2007-2008, il forme un duo de choc avec Hakan Yakın, il termine 2e meilleur buteur du championnat à égalité avec Raúl Bobadilla (18 buts) et derrière Hakan Yakın (24 buts).
L'attaque de choc du championnat suisse (Yakın-Häberli) marque lors de la saison 2007/2008 un total de 42 buts.
Après une finale de la Coupe de Suisse perdue face au FC Sion en 2006, Häberli est à nouveau malheureux en perdant encore face au FC Sion 3 à 2 alors que les Young Boys mènent 2 à 0.

### Entraineur
Le 10 juin 2024, il est nommé entraineur du Servette FC.

## Palmarès
- Finaliste de la Coupe de Suisse en 2006 et 2009 avec les Young Boys
- Vice-Champion de Suisse en 2008 avec les Young Boys

### Distinctions personnelles
- Deuxième meilleur buteur du championnat de Suisse en 2008 (avec 18 buts) à égalité avec Raúl Bobadilla et derrière Hakan Yakın (24 buts).